# 拉萨黄耆
拉萨黄耆（学名：Astragalus lasaensis）是豆科黄芪属的植物，是中国的特有植物。分布在中国大陆的西藏等地，生长于海拔4,500米至4,600米的地区，多生长于山坡草地，目前尚未由人工引种栽培。